# Mercedes-Benz GL 350
Mercedes-Benz GL 350 — п`ятидверний семимісний позашляховик, що виробляється компанією Mercedes-Benz з 2009 року. Існують такі покоління цієї моделі:
- Mercedes-Benz GL 350 X164 (2009-2012);
- Mercedes-Benz GL 350 X166 (2012-2015).

## Опис
Mercedes-Benz GL 350 оснащений 3,0-літровим шестициліндровим турбодизельним двигуном F/INJ, витрати палива якого при змішаному циклі становитимуть 7,7 л / 100 км. Крутний момент мотора дорівнює 620/1600-2400 Нм/(Об/хв). Максимальна швидкість 220 км/год, а до сотні автомобіль розженеться за 9,5 с. Двигун кросовера працює в парі з семиступінчастою АКПП. Автомобіль оснащений повним приводом.

## Безпека
Ця модель має тризірковий рівень безпеки. Система контролю стабільності (включаючи функцію стабілізації причепа), антиблокувальна система гальм, система підготовки аварійних ситуацій Presafe, вісім подушок безпеки (подвійна передня, бокові подушки безпеки 1-го та 2-го ряду та повнорозмірні подушки безпеки), активні передні підголовники та система попередження тиску в шинах — основні особливості безпеки.

## Огляд моделі

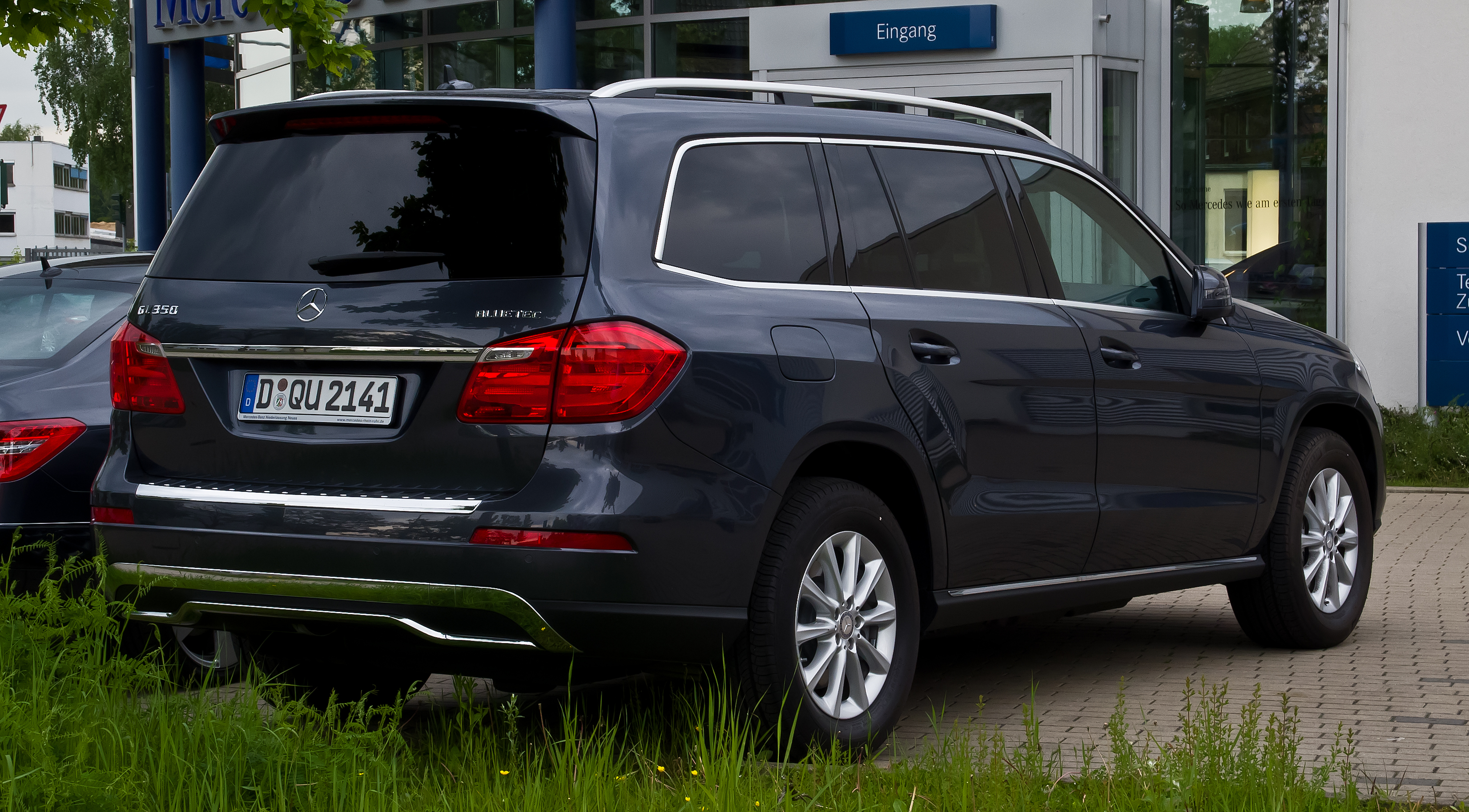
Mercedes-Benz GL 350 BlueTEC 4MATIC (X 166) back
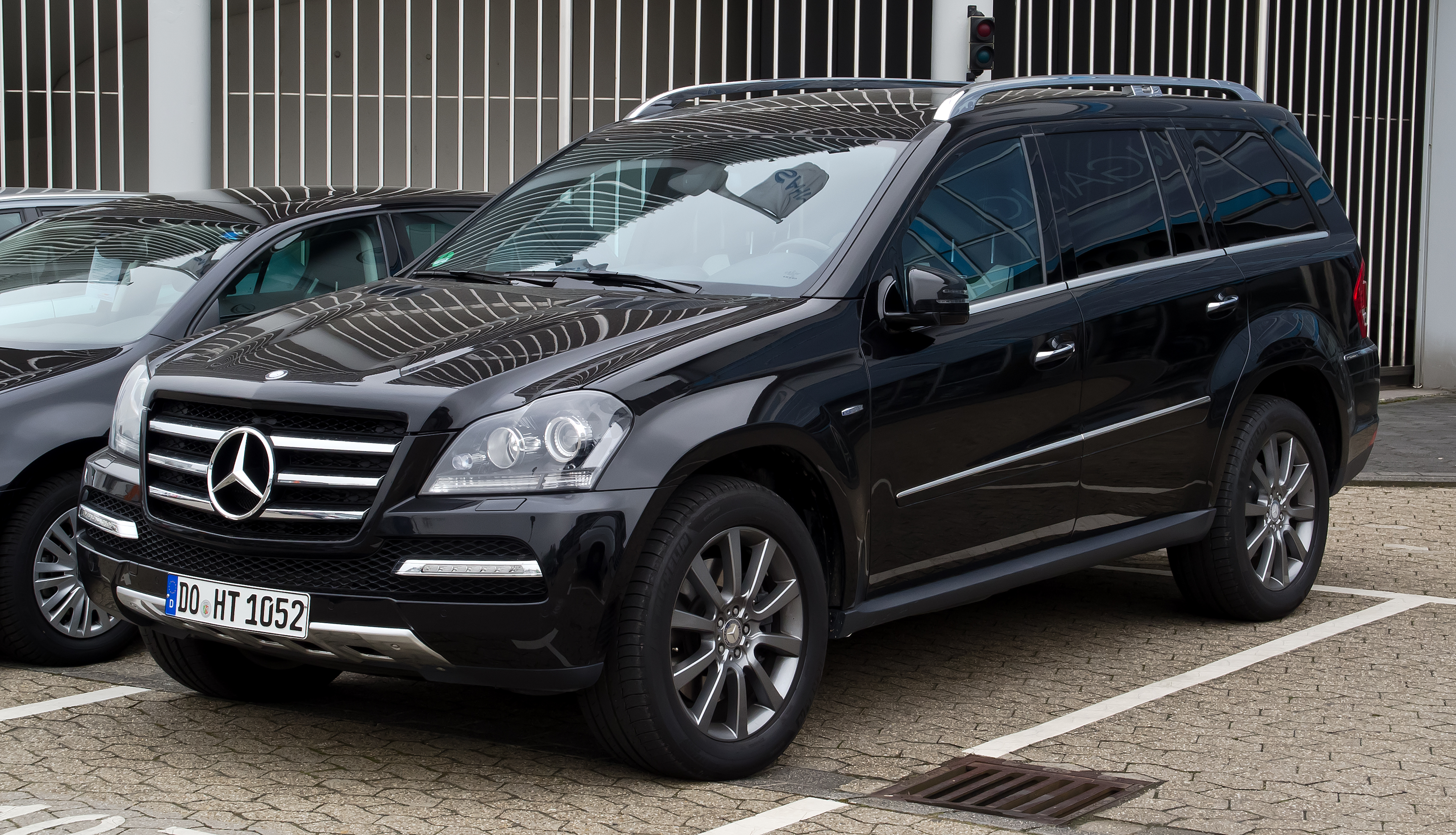
Mercedes-Benz GL 350 CDI 4MATIC BlueEFFICIENCY Grand Edition (X 164) front
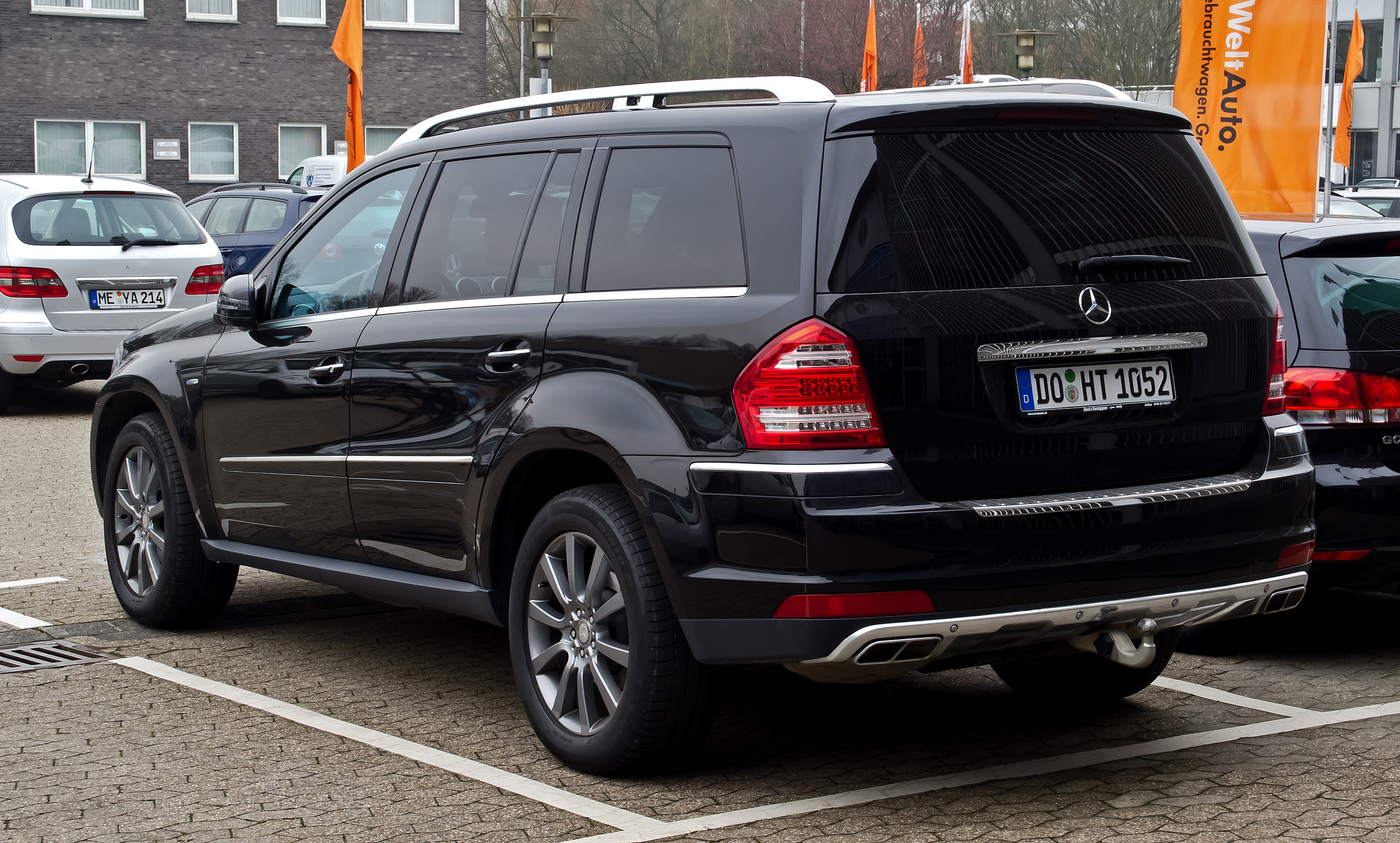
Mercedes-Benz GL 350 CDI 4MATIC BlueEFFICIENCY Grand Edition (X 164) back